# Islandská literatura

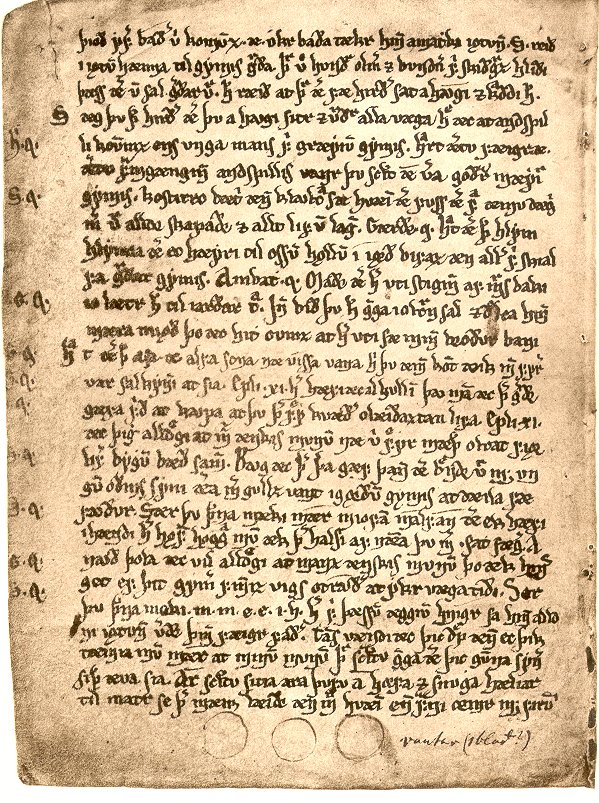
Eddická báseň „Skírnismál“, faksimile z roku 1896

Islandská literatura je soubor literárních děl, která byla složena či napsána v islandštině nebo Islanďany. Dějiny tohoto ostrova a státu se vyvíjely v těsném sepětí s norskou kulturou; právě Norové v letech 874–930 Island osídlili a sdíleli část jeho dějin. V roce 1262 se Island podrobil svrchovanosti norské královské moci, ve 14. století pak se obě země podřídily Dánsku. Již v prvních staletích existence se v islandské svobodné společnosti sedláků rozvíjely písně a ságy, jejichž základem byl specifický typ přeneseného pojmenování (kenning) a aliterace. Sestavovali je skaldi. Jejich zlatým obdobím byla doba mezi polovinou 10. století a rokem 1400. Islandští skaldové vytlačili své norské protějšky a obvykle se stávali také členy družiny norských králů a jarlů, přičemž dochované soupisy jmenují v tomto období 110 dvorských skaldů. Významnou ranou osobností byl Egill Skallagrímsson, autor Výkupného za hlavu (Höfudlausn), první severské básně s koncovým rýmem (runhent). K důležitým jménům patří také autoři, kteří zachycovali střet křesťanství a pohanství na konci tisíciletí (Eilíf Gudrúnarson, Einar Helgason).
Křesťanství posléze proměnilo i skaldskou tvorbu – ve 12. století působil například neobyčejně aktivní Einar Skúlason, který oslavoval svými texty postupně sedm různých králů, ale také světce svatého Olafa – v drápě Paprsek (Geisli) vylíčil jeho zbožnost a zázraky. Ze 13. století pochází Prozaická Edda, příručka či učebnice skaldské poetiky, kterou sestavil Snorri Sturluson. V anonymní Poetické Eddě (také Starší či Písňové) jsou zapsány starší eddické písně zpracovávající témata převážně mytologická a heroická. Předpokládá se, že pravlastí severských vyprávění a písní bylo Norsko, avšak část z nich byla patrně složena již přímo na Islandu. Veršem se Edda podobá jak anglosaským dílům (jako je Beowulf), tak staroněmeckým textům (jako je Píseň o Hildebrandovi). Významná je rovněž středověká islandská historiografie, spjatá se osobnostmi jako Sæmundur Sigfússon (1056–1133) či jeho příbuzný, kněz Ari Torgilsson (1068–1148), autor Knihy o Islanďanech (Íslendigabók).
Od 16. století bylo islandské písemnictví ovlivněno rozšířením papíru a tisku a také z Dánska vedenou luterskou reformací. Prim začaly hrát rímur (epické básně a romance), jež se pak na Islandu sestavovaly až do 19. století, oblíbené byly také náboženské texty, zejména žalmy. Biskup Guðbrandur Þorláksson (asi 1541–1627) vydal v roce 1584 překlad bible do islandštiny (Guðbrandova Bible) a zorganizoval kvalitní překlad luteránských žalmů – na Knize žalmů (Vísnabók, 1612) spolupracovali někteří z nejlepších dobových básníků, například Einar Sigurðsson (1538–1626). Za nejvýznamnějšího z islandských básníků 17. století je považován reverend Hallgrímur Pétursson (1614–1674), který do svých děl dokázal vložit také sociální kritiku. Z tvůrců 18. století vyčnívá básník a překladatel Jón Þorláksson (1744–1819) a osvícensky zaměřený přírodní lyrik Eggert Ólafsson (1726–1768). Ducha romantismu, v němž se opěvování velkolepé přírody pojilo s národnostním patosem, vnesli do islandského písemnictví Jónas Hallgrímsson (1807–1845) a Bjärni Thorarensen (1786–1841). Ve druhé polovině 19. století byli pak uznáváni čtyři „národní básníci“, mezi nimi především Matthías Jochumsson (1835–1920), křesťanský humanista a autor pozdější islandské hymny. Pisatelem prvního islandského románu, sentimentálního milostného románu Chlapec a dívka (1850), se stal Jón Thoroddsen (1818–1868). Na přelomu 19. a 20. století vzbudila pozornost tvorba básníka Hannese Hafsteina (1861–1922), propagátora realismu a prvního předsedy samostatné islandské vlády. Novátorským a vzdorným básníkem byl Þorsteinn Erlingsson (1858–1914), zatímco Gestur Pálsson (1852–1891) důsledně psal a šířil realistickou prózu. K rozkvětu realismu a naturalismu přispěla také práce venkovských prozaiků, k nimž patřil například Þorgils gjallandi (1851–1915).
Po přelomu století se uplatnili dramatik a básník Jóhann Sigurjónsson (1880–1919), který tvořil v Dánsku, romantizující básník Einar Benediktsson (1864–1940) a básnířka tvořící pod pseudonymem Hulda (1881–1946). Po roce 1918 si čtenářský ohlas získali moderní lyrikové Stefán Sigurðsson frá Hvítadal (1887–1933) a Davíð Stafánsson frá Fragraskógi (1895–1965). Meziválečné drama reprezentuje Guðmundur Kamban (1888–1945). Nejpopulárnějším prozaikem se stal plodný romanopisec Gunnar Gunnarsson (1889–1975), ochotný pracovat i s fantastickými prvky. Venkovskou prózu psal Guðmundur Hagalín (1898–1985). V zahraničí proslavil Island Halldór Laxness (1902–1998) jako autor zprvu modernistický a sociálně kritický až socialistický, po udělení Nobelovy ceny za literaturu v roce 1955 zaměřený spíše na ideály tolerance a obyčejného života. Po druhé světové válce začal byl v poezii kladen důraz na citovost, obraznost a ochotu experimentovat – to je případ básníků jako Steinn Steinarr (1908–1958) či Hannes Sigfússon (1922–1997). V 60. letech se Island zařadil mezi nejvyspělejší země světa a do kultury vstoupily prvky protestních hnutí mládeže a feminismu – ženská emancipační hnutí reprezentuje Vilbog Dagbjartsdóttir (*1930), zatímco Dagur Sigurðarson (1937–1994) vyvolával skandály sexuální otevřeností. Od 80. let nabízí bohatý, mystický a postmoderně mnohoznačný svět básník a prozaik Gyrðir Elíasson (*1961), ke čteným ženským autorkám patří pak autorka lyrických a feministických románů Steinunn Sigurðardóttir (*1950) nebo hravá experimentátorka Fríða Á. Siguðardóttir (*1940). U mnoha autorů počátku 21. století pokračuje snaha o prolamování tabu a vymezování vůči mýtům minulosti. Příkladem takového směřování je Hallgrímur Helgason (*1959), jenž ostře napadá kanonickou pozici Halldóra Laxnesse.